# Commodore Plus/4

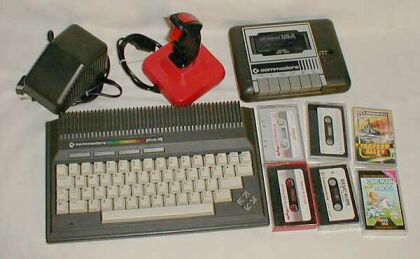
A Commodore Plus/4 tartozékokkal

A Commodore Plus/4 egy személyi számítógép, amelyet a Commodore Business Machines adott ki 1984-ben. Neve utalás arra, hogy gyárilag négy, elsősorban irodai felhasználásra szánt szoftverrel szállították (szövegszerkesztés, táblázatkezelés, adatbáziskezelés, képszerkesztés).
Belülről lényegében megegyezik az alacsonyabb árkategóriában forgalmazott Commodore 16 és Commodore 116 típusokkal, így képes a hozzájuk tervezett programok és perifériák kezelésére. Szoftveresen azonban inkompatibilis a népszerű Commodore 64-essel, és részben a hardvereivel is. A gép sikeres volt Közép-Európában, elsősorban Magyarországon, valamelyest sikeres Nyugat-Európában, és teljes bukás az Egyesült Államokban. A magyarországi sikerhez nagyban hozzájárult a 80-as évek közepén futó iskola-számítógép program is, amely központi forrásokat biztosított az általános és középiskolák számítógépekkel való ellátásához. Ennek a programnak a keretében több mint 10 000 db Commodore 16 és Commodore Plus/4 megvásárlására került sor és az iskolai számítástechnika-oktatás a legtöbb iskolában ezeknek a gépeknek a segítségével kezdődött meg.

## Története
Az 1980-as években a Commodore egy árháború kellős közepén találta magát. A Texas Instruments és a Timex is olyan gépeket kezdett el forgalmazni, amelyekkel jobb eladásokat generáltak a Commodore PET-nél. A MOS Technology kifejlesztett egy videocsipet (MOS Technology 6560 és 6561, VIC csip), de nem találtak senkit, aki megvette volna, így aztán saját, VIC-20-as elnevezésű gépükben kezdték el használni, amit 299 dollárért árultak. Később a nagy piaci versenyben a VIC ára 100 dollárra csökkent, és az első számítógép lett, amiből 1 millió darabot adtak el. A Commodore 64, a világ első 64 KiB-os számítógépe, amit 600 dollár alatt árusítottak az Egyesült Államokban, szintén népszerű lett, de ennek az árát nem lehetett úgy csökkenteni, ugyanis külön chip felelt a képért, a hangzásért, és a perifériák kezeléséért. Még így is lement az ára körülbelül 200 dollárra a Plus/4 megjelenésének idejére. Jack Tramiel úgy döntött, szüksége van a cégnek egy olyan gépre, ami költségcsökkentési okokból egyetlen chipet használ, és egyben vonzó alternatíva lehet a VIC-20 és a C64 után, azok néhány panaszolt negatívumát kijavítva.
1983 végén kezdtek pletykák terjedni a következő évben bemutatandó Commodore 444 nevű gépről (más néven Ted), amelyben beépített szövegszerkesztő és táblázatkezelő is lenne. A hírek szerint a gép egyike lenne annak a négynek, amelyekkel a Commodore végleg nyugdíjazná a VIC-20-ast és a C64-et. 1984-re a Commodore legtöbb riválisa felhagyott az otthoni gépek gyártásával, így a cég végül is három modell bemutatását tervezte: az olcsó Commodore 16, az ennek még olcsóbb változataként forgalmazott Commodore 116, és a Commodore 264 – ez utóbbiból lett végül a Plus/4. Prototípus készült Commodore 232 néven, ami a Plus/4 egyszerűbb, 32 KiB-os változata lett volna a beépített szoftverek nélkül, továbbá V364 néven is készült egy, numerikus billentyűzettel és beépített hangfelismerő rendszerrel. Ez utóbbi végül sosem került sorozatgyártásba. A sorozat valamennyi gépe MOS 7501 vagy 8501 processzort használt, amely közel kétszer gyorsabb volt, mint a VIC-20 és a C64 processzora, emellett a MOS Technology TED nevű chipje is közös volt, amely egyszerre felelt a képért, a hangért, és a perifériáért. Tervezésfilozófiája a Plus/4-est a VIC-20-ashoz állította közelebb.
A Plus/4 volt a széria zászlóshajója. 64 KiB memóriája pontosan négyszer nagyobb volt, mint a 16-osé és a 116-osé. Rendelkezett beépített szoftverekkel, amivel a többi modell nem. Teljes értékű billentyűzete volt, míg például a C116-os gumibillentyűzettel rendelkezett (ami még mindig használhatóbb volt, mint a Sinclair-gépek lapos műanyag gombjai). Házának színvilága épp a fordítottja volt a korábbi gépekének: sötétszürke géptestéhez világos színű gombok kerültek, továbbá négy nyílbillentyűt is kapott.
1984 júniusában mutatkozott be, 299 dolláros árral (mai áron kb. 230 000 forint). A nagy elvárások ellenére azonban már a következő évben befejezték a gyártását. A Plus/4-est azok számára tervezték, akik a játék helyett professzionális célra is szerették volna használni a számítógépet – csakhogy ezek a felhasználók ekkoriban inkább az IBM PC kompatibilis gépek használatára álltak át. A beépített szoftverek minőségére számos kritika érkezett, és az inkompatibilitás sem tette vonzóvá. A megmaradt gépeket igyekeztek különféle piacokon eladni: Dániában például a hallássérültek segítésére használta őket egy telefontársaság. A felhasználó által beírt szöveget a modem eljuttatta a telefonközpontba, ahonnét segítettek neki továbbküldeni a címzettnek. Magyarországon a már említett iskolaszámítógép-program keretén belül került az országba számos példány, és sok fejlesztő készített nem hivatalos C64 program-átportolást erre a gépre. Emellett a fejlesztők ügyes programozással a gép hardveres limitációit is leküzdötték.

## Előnyei
A TED 121 szín megjelenítésére volt képes (15 szín, ezek 8 különböző fényerejű árnyalata, és a fekete), amit ekkoriban csak az Atari 8 bites gépei és az Enterprise tudtak, mindezt 320x200-as gyári felbontáson. A TED minden lényeges regisztere írható-olvasható, ezáltal lehetséges a keret által elfoglalt terület írása is, így akár 320x248-as felbontás is elérhető, illetve a Plus/4 valós interlaced képet is elő tud állítani megduplázva a függőleges felbontást (max 320x496 pixel). Az újabb verziójú BASIC-nek valamint a memórialapozási technikának köszönhetően sokkal kényelmesebben lehetett benne programozni. A párhuzamos portot használó lemezmeghajtó-egység sokkal gyorsabb lemezkezelést tett lehetővé, mint a C64-esé.
A gépbe bekerült a MOS Technology 6551-es univerzális aszinkron adóvevője, ez lehetővé tette a modemekkel való nagy sebességű kommunikációt, amely sokkal fejlettebb volt, mint a konkurencia, vagy a Commodore többi gépéhez készült szoftveres emuláló megoldások. Kettő helyett immár négy iránybillentyűvel rendelkezett. Jobb oldalra egy "Reset" gomb is került, amit a felhasználók régóta hiányoltak. Visszakerült a még a PET idejében használt kódfigyelő.

## Hátrányai
Bár a TED chip ugyanazt a felbontás tudta, mint a VIC-II, de ebből hiányzott a hardveres sprite-ok megjelenítési képessége, ami komoly érvágás volt a játékok szempontjából, és azokat szoftveresen kellett kipótolni. A C64-es nagy tudású SID hangcsipjével szemben a TED jóval szerényebb képességekkel bírt. Nem tette népszerűvé a gépet az sem, hogy a Commodore 64 szoftvereivel teljesen inkompatibilis volt. Szoftverek terén az is problémát jelentett, hogy a széria három számítógépe közül – észszerű módon – a fejlesztők a leggyengébb típushoz igazították a programjaikat, hisz így valamennyi típusra kijöhettek azok. Már amelyik fejlesztő nem inkább a sokkal népszerűbb Commodore 64-re készített programot. Ennek köszönhetően a Plus/4 képességei nem voltak igazán kiaknázva.
A beépített programokra, amelyek elvileg a gép fő vonzerejét adták, érkezett rengeteg panasz, miután korlátaik miatt gyakorlatilag használhatatlanok voltak komolyabb munkára.
Hardverek terén nem volt ennyire egyértelmű a helyzet, ugyanis volt néhány C64-hez készült darab, amelyik a Plus/4-gyel is együttműködött, de a legtöbbször vagy új eszközt kellett venni, vagy csak költségesen beszerezhető átalakítóval volt működtethető.
A TED csip, univerzális jellege miatt, hajlamos volt a túlmelegedésre, amely egy idő után hibajelenségeket, szélsőséges esetben a csip tönkremenetelét produkálta. A gépházba beépített hűtőborda némiképp segített ezen a problémán.
Összességében a fő probléma az volt, hogy a gép mellé meg kellett venni a kiegészítőket is, amivel együtt drágább volt, mint a jól bevált C64-es. Mivel kevésbé jól fogyott, ezért a szoftverfejlesztőknek sem érte meg rá programokat készíteni, ami miatt még kevésbé vették azt, és ez beindított egy ördögi kört. A szériát egy évig gyártották, ez alatt kb. egymillió gép készült, ebből 400 ezer volt Plus/4, a többi Commodore 16, illetve 50 ezer darab C116-os (melyek java részét Németországban adták el). A piacról kivonás után a Commodore tovább folytatta a C64-esek gyártását, de a fejlesztés során szerzett tapasztalatokat felhasználták a Commodore 128 tervezése során.

## Technikai adatok
- CPU: MOS Technology 7501/8501, 1,76 MHz
- RAM: 64 KiB, ebből majdnem 60 KiB elérhető a BASIC számára. Bővítőkártyával akár 1 MiB-ig növelhető.
- ROM: 32 KiB (128 KiB-ra bővíthető), benne Commodore BASIC 3.5; TRI-Micro 3 Plus 1 szoftverek (beépített szövegszerkesztő, táblázatkezelő, adatbázis-kezelő és grafikonrajzoló programok);
- Szöveges mód: 40×25 karakter (PETSCII)
- Grafikus mód: MOS Technology TED 7360, 320×200 felbontás (interlace esetén 320x400) 121 színnel (15 elsődleges szín egyenként 8 árnyalattal, plusz a fekete szín)
- I/O portok:
  - Commodore soros busz Commodore kompatibilis lemezmeghajtó és nyomtató csatlakoztatásához. A Plus/4-gyel a Commodore 1541 és Commodore 1551 lemezmeghajtók voltak kompatibilisek, illetve a MCS-801, MCS-802, MCS-803 és DPS-1101 nyomtatótípusokat ajánlotta hozzá a gyártó
  - Magnó csatlakozója Commodore 1531 Datassette-hez (a csatlakozó nem kompatibilis a C64-gyel, de létezik hozzá átalakító)
  - RS-232 port (modemek és egyéb perifériák számára)
  - Memóriabővítő, illetve cartridge slot (nem kompatibilis a C64-gyel)
  - Két joystick port (a csatlakozó nem kompatibilis a C64-gyel, de létezik hozzá átalakító)
  - Videocsatlakozó Commodore monitor használatához kompozit videó és mono audió jel továbbítással
  - RF-modulátor, illetve RF-kábel, aminek a segítségével a gépet TV-készülékhez csatlakoztatni lehetett monitor helyett
- Egyes korai darabok a Commodore 64-essel megegyező csatlakozójú tápkábelt használtak.

## Fordítás
- Ez a szócikk részben vagy egészben  a   Commodore Plus/4 című angol Wikipédia-szócikk ezen változatának fordításán alapul.  Az eredeti cikk szerkesztőit annak laptörténete sorolja fel. Ez a jelzés csupán a megfogalmazás eredetét és a szerzői jogokat jelzi, nem szolgál a cikkben szereplő információk forrásmegjelöléseként.